# لکسینگتون (جورجیا)
لکسینگتون، جورجیا (به انگلیسی: Lexington, Georgia) یک شهر در ایالات متحده آمریکا با جمعیت ۲۳۹ نفر است که در جورجیا واقع شده‌است.

## موقعیت جغرافیایی
موقعیت جغرافیایی شهرها و مناطق اطراف به شرح زیر است: